# Маргьорит Перей
Маргьорит Перей (на френски: Marguerite Perey) е френска химичка, открила елемента франций.

## Биография
Маргьорит е родена на 19 октомври 1909 г. във Вилемомбле. През 1929 г. се дипломира като химичка и започва работа при Мария Кюри като асистентка. Тя я учи на техники за работа с радиоактивни материали. Маргьорит продължава изследванията си с Андре Дебиерн, който наследява Кюри през 1934 г. На 9 януари 1939 г. на среща на Френската академия на науките е обявено откриването на нов химичен елемент – франций, дело на младата химичка. През 1946 г. тя защитава докторска дисертация. Здравето ѝ се влошава през 50-те години и през 1960 г. се оттегля от служба. През 1962 г. става първата жена член-кореспондент на Френската академия на науките.
Маргьорит Перей е носителка на множество награди, включително наградата „Лавоазие“.